# Phonognatha joannae
Phonognatha joannae là một loài nhện trong họ Araneidae.
Loài này thuộc chi Phonognatha. Phonognatha joannae được Lucien Berland miêu tả năm 1924.